# Garmita
La garmita és un mineral de la classe dels silicats que pertany al grup de la mica trioctaedral.

## Característiques
La garmita és un fil·losilicat de fórmula química CsLiMg₂(Si₄O10)F₂. Va ser aprovada com a espècie vàlida per l'Associació Mineralògica Internacional l'any 2017. Cristal·litza en el sistema monoclínic.
L'exemplar que va servir per a determinar l'espècie, el que es coneix com a material tipus, es troba conservat a les col·leccions del Museu Mineralògic Fersman, de l'Acadèmia de Ciències de Rússia, a Moscú (Rússia), amb el número de registre: 4934/1.

## Formació i jaciments
Va ser descoberta a la glacera Dara-i-Pioz, als Districtes de la Subordinació Republicana (Tadjikistan). Es tracta de l'únic indret de tot el planeta on ha estat descrita aquesta espècie mineral.